# Semion Anikievitch Stroganov
Semion Anikievitch Stroganov, (en alphabet cyrillique : Семён Аникеевич Строганов, né vers 1540 à Solvytchegodsk, décédé le 22 octobre 1586 à Solvytchegodsk. Il aurait financé l'expédition Ermak.

## Famille
Fils cadet d'Anikeï Fiodorovitch Stroganov et de son épouse Sofia Andreïevna Bakouleva.
Il épousa Stefanida (son patronyme est inconnu).
De cette union naquirent deux enfants :
- Andreï Semionovitch Stroganov : (1581-1649).
- Piotr Semionovitch Stroganov : (1583-1639)[1].

## Biographie
Semion Anikievitch Stroganov était le plus jeune fils d'Anikeï Fiodorovitch. En 1559, son père et ses deux frères aînés Iakov et Grigori Anikievitch s'installèrent dans la région de Perm. Avant son départ, il confia ses possessions de Solvytchegodsk à son plus jeune fils, seul, Semion dirigea l'entreprise familiale, cette gestion se révéla une grande réussite. En 1567, Anikeï Fiodorovitch vieillissant prit la décision de se retirer des affaires familiales, il rejoignit son fils à Solvytchegodsk, quelque temps plus tard, sous le nom de père Joseph (Iosif), Anikeï entra au monastère Vvedenski.
Après le décès de son père survenu en 1570, Semion entra en conflit avec ses deux frères, les raisons de cette dispute fraternelle reste à ce jour inconnue. Mais, depuis de longues années, existait entre eux une haine latente, celle-ci prit de telle proportion, qu'en l'année 1573, elle fut rapportée au tsar. Le 29 juin 1573, le tsar Ivan IV émit un oukase proclamant Semion Anikievitch coupable de "vol" envers ses frères. Selon certaines sources, Semion aurait abandonné la gestion des terres de Solvytchegodsk, selon d'autres témoignages, Iakov et Grigori reçurent avec satisfaction la décision prise par le tsar envers leur jeune frère, réconciliés, les deux frères aînés laissèrent la gestion des propriétés de Solvytchegodsk à Semion. Selon l'oukase du tsar, de grands territoires en Sibérie furent accordés à Iakov et Grigori Anikievitch, quant à Semion, il ne fut plus le bienvenu à la cour d'Ivan IV. En 1579, après le décès de ses frères, il participa à la division du patrimoine familial et reçut une part équitable.

### L'expédition de Ermak Timofeïévitch
Lors de l'expédition de Ermak Timofeïévitch en Sibérie en 1581, Semion Anikievitch finança l'opération, mais les informations au sujet de sa participation sont contradictoires. Sur l'oukase du tsar daté du 16 novembre 1583, seuls les noms de ses neveux : Maksim Iakovlevitch et Nikita Grigorievitch sont mentionnés. Or, dans la Chronique des Stroganov, Semion apparu comme le seul soutien de Ermak Timofeïévitch. De façon certaine, il participa à cette expédition en fournissant une assistance matérielle, en outre, il envoya trois canons au chef de l'expédition en Sibérie.

### Décès et inhumation

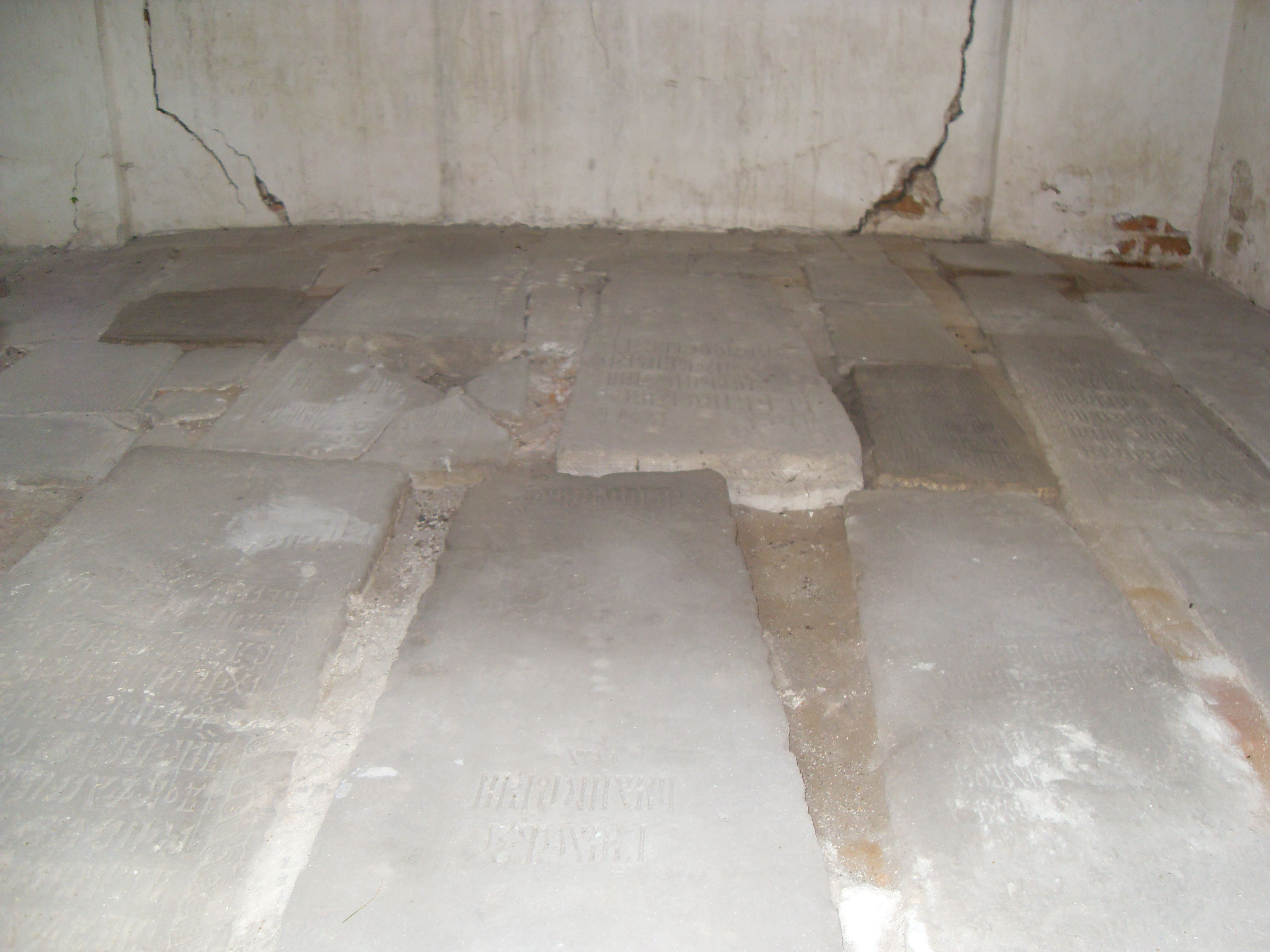
Tombes des Stroganoven la cathédrale de l'Annonciation à Solvytchegodsk.

Semion Anikievitch Stroganov décéda le 22 octobre 1586, il fut inhumé en la cathédrale de l'Annonciation à  Solvytchegodsk.

## Sources
- dic.academic.ru